# Route territoriale 1
Pour les articles homonymes, voir Route 1, RT1 et T1.
La Route territoriale no 1, ou Route territoriale 1, plus connue sous le nom de RT 1, est une route située en Nouvelle-Calédonie et faisant partie du réseau public territorial, géré par la Direction des Infrastructures, de la Topographie et des Transports terrestres (DITTT) du gouvernement local. Elle dessert toutes les communes de la côte Ouest de la Grande Terre située au nord du chef-lieu, Nouméa..

## Tracé

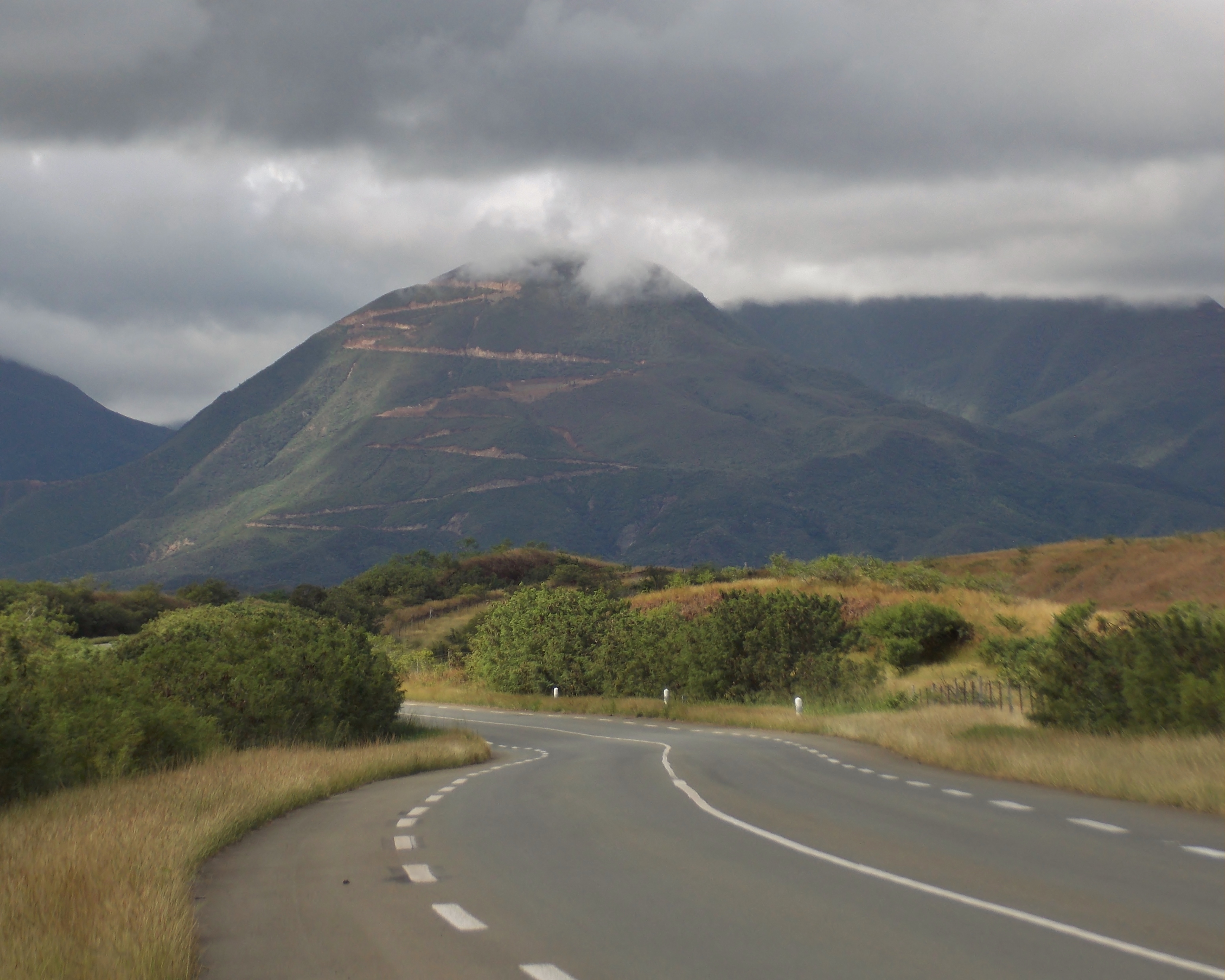
La RT1 au pied de la mine Pinpin sur le territoire de la commune de Poya.

Son tracé actuel, allant de Dumbéa à Koumac, a été défini par une délibération du 30 décembre 1997 modifiant la consistance du réseau territorial, en reclassant notamment dans ce dernier 119,3 km retiré à la Route provinciale Nord 1 (RPN 1), entre l'aérodrome de Koné et la rive gauche de la rivière Néhoué.  
Elle part de la fin de la rue Jacques-Iekawé, à la limite entre les communes de Nouméa et de Dumbéa au niveau du quartier de Normandie et des anciennes tours de Saint-Quentin. Elle longe ensuite les quartiers périurbains d'Auteuil, Yahoué et Tonghoué, puis le centre historique de Dumbéa (mairie, parc Fayard, pont sur la Dumbéa), passe ensuite en zone rurale, franchit le col de Katiramona et traverse le village-centre de Païta. Elle prend alors la suite de la Voie express n°2 - Route du Nord (dite « Voie express » ou « Savexpress ») au carrefour de Téné à Païta, puis s'étend du sud-est au nord-ouest de la Grande Terre, longeant sa côte ouest jusqu'à la rive gauche de la rivière Néhoué, à Koumac. Il s'agit de l'axe routier historique, desservant la « Brousse » et les centres villageois (auxquels elle sert de rue principale) de toutes les communes rurales de la côte ouest situées au nord de Nouméa (Païta, Boulouparis, La Foa, Moindou, Bourail, Poya, Pouembout, Koné, Voh, Kaala-Gomen et Koumac). Avec la Voie express n°2 - Route du Nord avant Téné, elle est l'axe obligé entre Nouméa, l'aéroport international de Nouméa - La Tontouta et la « Brousse ».

## Vitesse
La vitesse y est limitée au maximum à 90 km/h jusqu'à la Tontouta (nord de Païta), puis à 110 km/h, avec des portions à 90 ou 70 km/h et les passages en agglomérations à 50 km/h.

## État du réseau
L'état et la qualité de certaines portions de la RT 1 ont été pointés du doigt par les automobilistes et les associations défendant leurs intérêts. Parmi les critiques les plus fréquentes figurent la sécurité routière et la vétusté de la chaussée ou de certaines infrastructures, ainsi que le fait qu'il s'agisse sur une grande partie de son parcours d'une voie à vitesse rapide (90 ou 110 km/h) mais uniquement en 2x1 voie (seule la montée de certaines cols se faisant en 2+1 voies). L’accroissement du trafic et des charges transportées sur cet axe routier (avec notamment les gros chantiers de l'usine Nord ou d'infrastructures comme l'agrandissement de l'aéroport de La Tontouta ou en vue des Jeux du Pacifique de 2011), ainsi que les pluies abondantes et les événements climatiques propres à la Nouvelle-Calédonie (cyclones, fort taux d'humidité et chaleurs) déforment sensiblement la chaussée et la fragilise (d'où le développement rapide de nids de poule et trous), nécessitant ainsi d’importantes et régulières remises en état.

Selon le Syndicat des entreprises de transports routiers de Nouvelle-Calédonie (SETRNC) et le Syndicat des contracteurs miniers (Contrakmine), l'urgence toucherait non seulement la vétusté des infrastructures routières et des ouvrages d'arts, estimant que « nos ponts comme ceux de Tontouta, Ouenghi, Moindah et Ponérihouen datent de 1945 et commencent à se fendre », mais aussi l'état de la chaussée en général et la signalisation. Ils déclarent ainsi : « Quand on voit que la vitesse est limitée à 110 km/h sur certaines portions désastreuses, c’est un truc de fou ! Revoir la signalisation ne serait pas coûteux. À partir de Nandaï [après Bourail ], la route vers le nord est catastrophique. Koné aura bientôt 20 000 habitants. Les routes se voient moins qu’un nouvel aéroport, mais elles sont nécessaires au développement du pays. ».

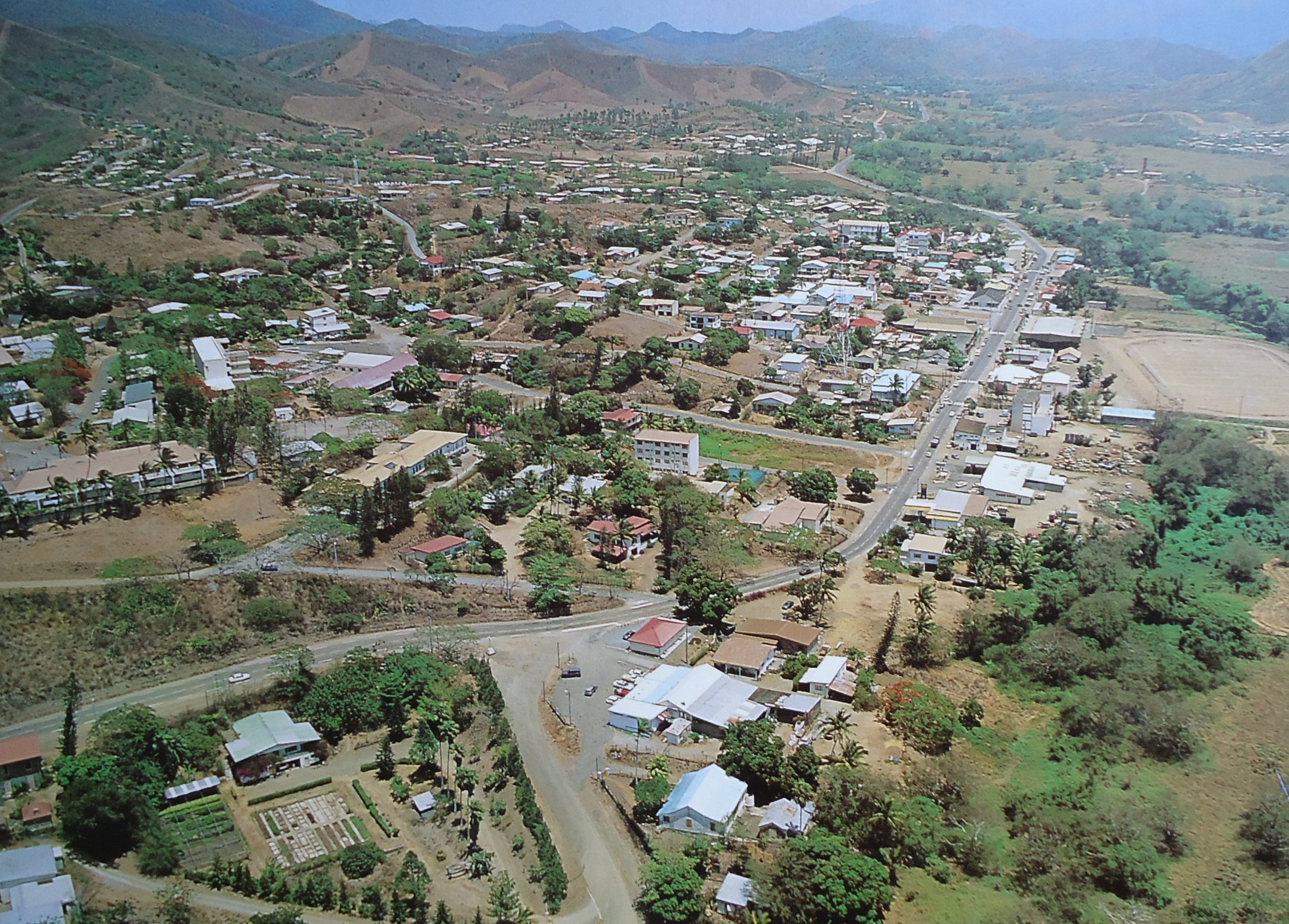
La RT1 traversant Bourail.

## Repères nord: RT1Moindou-Farino-Sarraméa-La Foa-Bouloupari
- commune de Moindou (Mwâhruu)
  - plage de la Garde (Né Ara Meuxi), gîte Les Nautiles,
  - Kéré,
  - baie de Moindou, île Saint-Dié (Nü Yéyé),
  - RM2 : Moméa,
  - RM25 : Oua-Oué (Wawé), et vers Bourail,
  - RM9-RM7 : Katrikoin (Table-Unio), et vers Bourail,

- - Petit Moindou,
  - Ryawa, palmiers royaux,
  - RM6 : La Résidence, ancienne demeure coloniale, sentier des Gorges de Moindou, barrage,
  - RM3 : Téremba, ancien fort Téremba, musée et circuit commémoratif, le Banian, baie de Téremba,
  - presqu'île de Tanghi, plages, île Mara, île Corbeille (Cotogi),
  - baie de Ouarail,
- commune de Farino (Udi Pwe)
  - VU et RP5 : Focola, Fonwhary (Fô Wari), Farino, Tendéa, Parc des Grandes Fougères, Plaine aux Truies, le Cœur de Farino,
- commune de Sarraméa (Xûâ Chârâmèa)
  - RP5 : Petit Couli (Kwyri Amure), Grand Couli (Kuriaati), col d'Amieu (Ö Chönaxwéta, 425 m); transversale RP5 : Koh, Kouaoua, Canala, Thio,
  - Sarraméa (Chara Méa), La Cuve (Timi, trou Feuillet), plateau de Dogny (1010 m), cascade, sentier botanique, vers Ema (Amé),
- commune de La Foa (Fo Xa)
  - Thia, marais d'Amboa, Apikwuanthaï,
  - La Foa, parc, passerelle suspendue Marguerite,
  - Nily, Méaré,
  - Les 4 routes, Pierrat (Pieta), auberge de Pierrat, Kouma, Ouipoin (Wi Pwê) (GR), Koindé (Xwi Déé), Réserve Botanique Spéciale du Pic Ningua, RP4 vers la côte est,
  - Naïna (Tôrô Méda), Naïna Parc,
  - vers Amboa, marais, Caillou, baie Chambeyron, presqu'île Lebris, île Lebris (Nai Nitaru),
  - déchetterie, Institut Agronomique Calédonien, La Petite Ferme, Pocquereux (randonnées),
  - aire de stationnement de Taïchen, La Foa Randonnées,
  - Forêt Noire, gîte,
  - Col du Bonhomme (Méé Xwaütobwé),
  - station Popidéry, vers la baie de Chambeyron,
  - aérodrome de Oua Tom, aéroclub, parachutisme,
  - presqu'île de Ouano, plages, wharf, Réserve Naturelle (dont îlots : N'Digoro, Kondoyo (Kâtiö)), Grand Récif Extérieur,
    - sentiers mangroves : Nipwinô (3,8 km, pointe nord, surf, deck), Nidöwé (4,6 km, palétuvier, oiseaux), Méégiwé (1,6 km, pic et table d'orientation),

  - vers l'intérieur : Oua Tom (Watom), Chez Georgette,
- commune de Bouloupari (Berepwari)
  - Camp Brun,
  - vallée de l'Oua Nonda : Ouaménie,
  - vers Gilles, presqu'île de Bouraké, ruines pénitentiaires, baie de Parseval, îles : Puen, Ténia, Leprédour, (Ducos, Hugon,)
  - vers Ouitchambo, Pic d'Outchambo,
  - vers Nassirah, col de Nassirah, Réserve de faune et de flore du Mont Do, transversale vers Thio,
  - Bouloupari(s),
  - vers base de Perseval, Port-Ouenghi, marina, baie de Saint-Vincent, îles Parseval, Hugon, Ducos, récif Tetemba,
  - vers Ouinané, Nétéa, Dent de Saint-Vincent (1441 m),
  - vallée de la Ouenghi, golf, lotissement, mont Oupoué,
  - Tomo, wharf, aire de loisirs, mine de nickel, île Page,
  - vallée de la Tontouta,
- commune de Païta
  - La Tontouta, aéroport international, route du littoral,
  - Bangou, mont Koumédia,
  - Saint-Vincent,
  - Tamoa,
  - Saint-Laurent, mont Mou, col de la Pirogue,
  - Port-Laguerre, vers la Plaine aux Cailloux, mont Mou,
  - RT1 route du littoral : N'dé, Naniouni, Tiaré, Naïa (Païta-sur-mer), Onghoué, Karikaté, Tongouin, presqu'île de Uitoé et îles  :  Ndukué, Mathieu...
    - Anse Longue, îlots : M'ba, M'bo, M'békaouen, Sable, Ronde, Lange/Ange, Abu, Goldfield, Moro... récif de l'Annibal,

  - RT1 route de Païta, rivière Karikoué, mont-Mou, Nakutakouin, puis vallée de la Katoramona, vers Nondoué,
  - Voie express pour Nouméa,
  - ZI de Païta, Ziza, Zico, baie Gadji, Toro,
- commune de Dumbéa